# La Verdad (Granada)
La Verdad fue un periódico carlista editado entre 1899 y 1941 en la ciudad española de Granada.

## Historia
Continuador de El Amigo del Obrero, apareció el 1 de marzo de 1899, fundado y dirigido por Francisco Guerrero Vílchez, obrero herrador y veterano de la tercera guerra carlista. En un principio era quincenal, y en 1904 pasó a publicarse semanalmente. En su primer número declaraba: 

«Somos carlistas de convicción, y a la defensa de los principios que Don Carlos representa nos dedicaremos con entusiasmo».

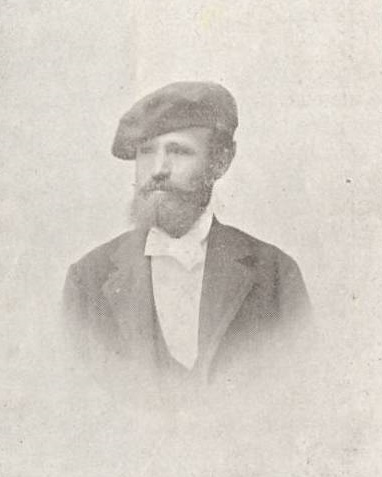
Francisco Guerrero Vílchez (1908)

Su director Francisco Guerrero Vílchez sufrió dos consejos de guerra por ataques a Alfonso XIII y dieciocho procesos civiles. Estuvo seis veces encarcelado y cuatro en el destierro. Según Navarro Cabanes, por sus campañas vio desaparecer del estadio de la prensa granadina los periódicos radicales El Avante, El X, La Montaña, Granada Libre, El Radical Andaluz y La Cotorra. Durante una de esas prohibiciones, con motivo de la sublevación carlista de Badalona en octubre de 1900, fue temporalmente sustituido por El Españolista y El Amigo del Obrero.
Por sus iniciativas se levantó un monumento a Fray Luis de Granada en la plaza Bib-Rambla de Granada (posteriormente trasladado frente a la iglesia de Santo Dommingo); se opuso con todas sus fuerzas a que se erigiera una estatua a Segismundo Moret; logró diferentes veces, por sus campañas, que cesara el juego de azar, y abrió suscripciones para hacer un regalo a Juan Vázquez de Mella y para las víctimas de Granollers durante la Semana Trágica.
Publicó destacados números extraordinarios, con láminas litografiadas, especialmente por Semana Santa, el 10 de marzo, la fiesta de la Virgen de las Angustias, Patrona de Granada, y el Corpus Christi. Publicó muchos folletines encuadernables, entre ellos, «La flor que habla», de Antonio Joaquín Afán de Ribera; «Hombres de antaño», del Padre Coloma, y «La Hermana de Velázquez», de María del Pilar Sinués. Para 1927 tenía una tirada semanal de 750 ejemplares.

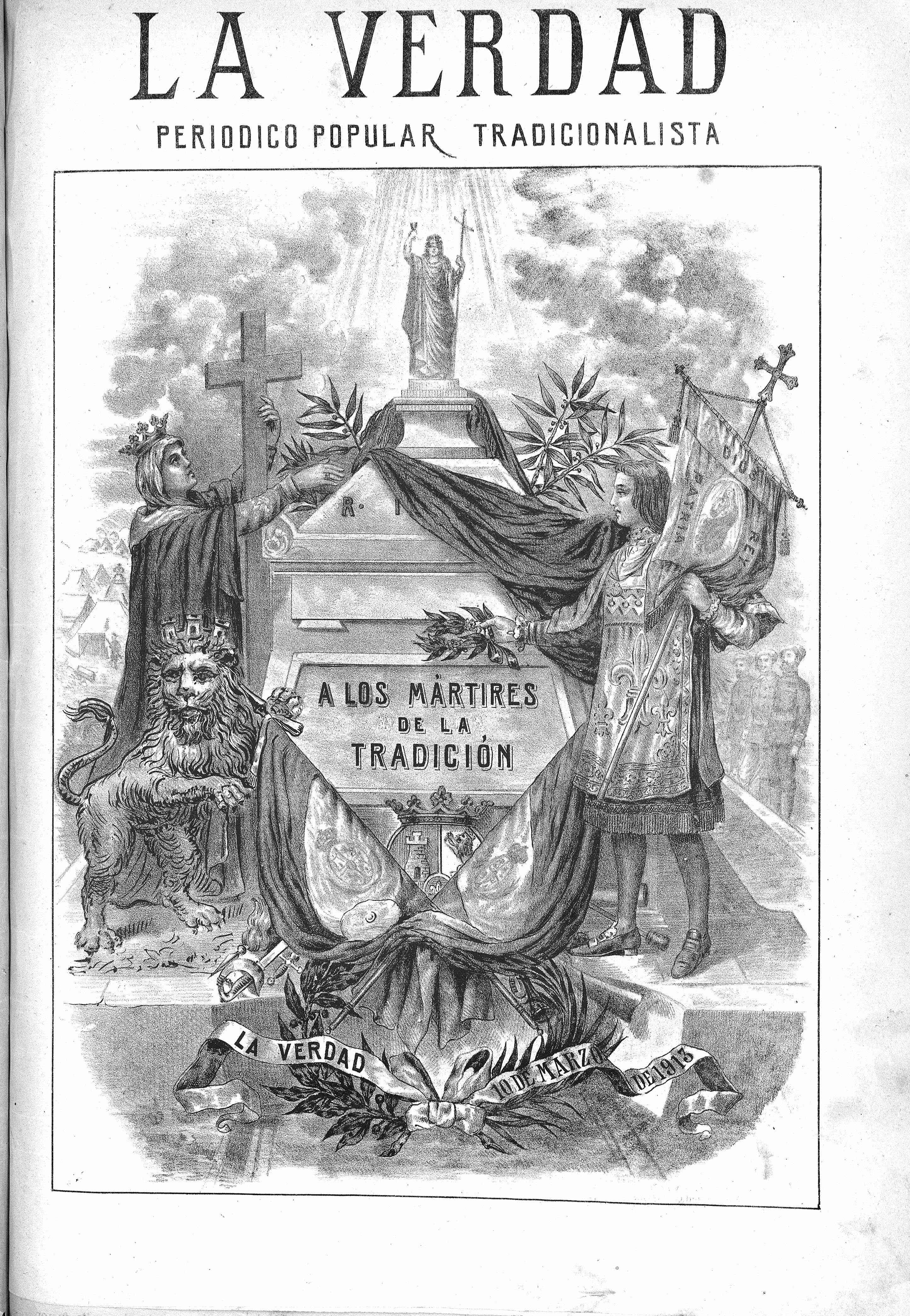
Portada de La Verdad del 10 de marzo (día de los Mártires de la Tradición) de 1913

### Segunda República y Guerra Civil
Antes de la reunificación definitiva en 1932 entre carlistas e integristas, el jefe de estos en Granada había calificado a La Verdad como el «único periódico carlista que hay en Andalucía».
En el espectro de las publicaciones periódicas de Granada, La Verdad se situaba en la extrema derecha y reivindicaba el carlismo más purista, en la línea del semanario madrileño El Cruzado Español, nada propicio a los pactos con otros sectores monárquicos. Por esta razón en 1934 aparecería en Granada otro periódico tradicionalista titulado Reconquista, bajo la dirección de Pedro Amor Maldonado, que procedía del Partido Integrista.
La Verdad apoyó firme y decididamente el alzamiento de julio de 1936. Durante la guerra pasó mucha penuria económica. Entre sus secciones, Julio Aróstegui destaca «Disparos sin blanco» (críticas a las autoridades municipales y políticas granadinas) y referencias a artículos publicados en El Pensamiento Navarro y en el Ideal de Granada.
El 2 de enero de 1937 se puso el periódico a disposición de la Junta de Requetés de Granada, pero —según Aróstegui— esta, ante el carácter retrógrado y elitista de la publicación (leída por familias como Osborne, que era uno de sus principales anunciantes) quiso nombrar a otro director y quitar el nombre de Guerrero Vílchez de la cabecera. La redacción se puso en bloque al lado del fundador y declinó este ofrecimiento a la Junta.
Desde el 25 de mayo de 1937, al lado del título ponía:

«Somos carlistas. Seguimos las doctrinas que defendió gloriosamente nuestro Carlos VII, quien tuvo el honor y la dicha de conservarnos la bandera sin una sola mancha, negándose a toda componenda para que podamos tremolarla muy alta. Por eso luchamos solos, puros en nuestros ideales, sin contaminarnos jamás con los enemigos seculares de la España tradicional. ¡Y venceremos o sucumbiremos con gloria en la patriótica demanda!»

En su última etapa, Francisco Guerrero Vílchez se encargaba él solo de todas las tareas necesarias para la publicación del periódico. La Verdad continuó publicándose hasta la muerte de su director. Según Melchor Ferrer, aceptó el decreto de Unificación y después tuvo carácter octavista.
El 29 de diciembre de 1941 salió un último número especial del semanario, en el que elogiaban la trayectoria del finado Guerrero Vílchez diversos periodistas afines, además de otras personalidades como el arzobispo de Granada Agustín Parrado García.

## Colaboradores
En 1906 formaban parte de la redacción, además de Guerrero Vílchez, el sacerdote José de Barnola, José del Boalar, Antonio González Moreno, José María Villar Sánchez, Vicente de Vallivana y Constantino Ruiz Carnero. Posteriormente fueron redactores, entre otros, el Dr. Osnofedli, Francisco Santiago Juristo, Eduardo Sánchez Manzano, José Oriol, José Amor, Prudencio, Paulino Delgado y Francisco Luis Hidalgo.
Entre los colaboradores del periódico figuraron José G. Cortina, Salvador Choveto Bustamante, Manuel Polo Peyrolón, Juan Vázquez de Mella, Salvador Escolano, Francisco Oviedo Sáenz, R. del Valle Ruiz, Juan Gil, J. Argamasilla, Félix Rodríguez Bueno, Manuel de Jesús Guisado, Víctor Pradera, José Ferrer Barnola, Pablo Marín Alonso, Carlos Cruz, S. Madunca, Vicente Calatayud, Juan Carrillo de Albornoz, José Salas Sánchez (de Málaga), José Roca y Ponsa (Magistral de Sevilla), Pedro Arlanza, etc. También colaboró en el periódico, con artículos literarios, el arabista Antonio Almagro y Cárdenas.
Durante la Segunda República su redactor-jefe era Joaquín María de los Reyes. Tras su muerte en noviembre de 1936, ocupó su puesto Francisco Álvarez Machuca. Fueron colaboradores durante este periodo Jesús Evaristo Casariego, Estremera, «SAB», Francisco Álvarez, Lorenzo Ros y Agustín de Azcona (de El Pensamiento Navarro).

## Aspectos técnicos
En 1899 constaba de ocho páginas y cubiertas de 22 por 16, a dos columnas, siendo editada por la Imprenta de Ramón Buendía. En la última hoja publicaba ocho páginas de folletín encuadernable. Para 1904 constaba de cuatro páginas de 35 por 25, a tres columnas, siendo editada por Imprenta de Paulino Ventura Traveset. Cuatro años después constaba de cuatro páginas de 44 por 32, a cuatro columnas. Por aquella época era impreso por los talleres del diario católico La Gaceta del Sur. 
En 1910 el semanario era impreso, en el nuevo tamaño, por los talleres de Puchol. En 1915 aumentó su tamaño a 51 por 36.
Durante la década de 1930 su formato era de 48 por 32, 49 por 34 y 24 por 36 cm con 4 a 12 páginas. Un número suelto costaba 1 peseta; el año, 10  pesetas; medio año, 5 pesetas; y un trimestre, 3 pesetas. Aparecía un sello que decía «Se ruega un pequeño donativo». Tenía su administración en calle San Juan de Dios, 66 Granada, Tip. El Defensor de Granada y Lit. Paulino Ventura Traveset, calle Mesones, 52.